# Casearia rubescens
Casearia rubescens är en videväxtart som beskrevs av Dalz.. Casearia rubescens ingår i släktet Casearia och familjen videväxter. Inga underarter finns listade i Catalogue of Life.